# Corredor ecológico del Noreste
La Reserva Natural Corredor Ecológico del Noreste (CEN) se refiere a una zona designada como una reserva natural protegida ubicada en la costa noreste de Puerto Rico, entre los municipios de Luquillo y Fajardo. En concreto, los terrenos que componen el CEN están situados entre la plaza del pueblo de Luquillo al oeste y el balneario Seven Seas hacia el este, está delimitada por la ruta PR # 3 hacia el sur y el Océano Atlántico al norte. Fue decretado como área protegida por el Gobernador de Puerto Rico Aníbal S. Acevedo-Vilá en abril de 2008, una decisión revocada por el Gobernador Luis G. Fortuño-Burset en octubre de 2009, aunque parcialmente reinstalada debido a una ley aprobada en junio de 2012 re-designando como reserva natural dos terceras partes de sus terrenos, después de un fuerte cabildeo público. Después, en el 2013, el Gobernador Alejandro García-Padilla firmó una ley declarando como reserva natural todos los terrenos en el CEN. La zona cuenta con 2,970 acres (1,202 hectáreas), e incluye una diversidad de hábitats tales como bosques, humedales, playas, comunidades de coral, y una laguna con bioluminiscencia intermitente. El Corredor es también sede de 866 especies de flora y fauna, de las cuales 54 se consideran elementos críticos, es decir, especies raras, amenazadas, en peligro de extinción y endémicas, clasificadas así por el Departamento de Recursos Naturales y Ambientales (DRNA) de Puerto Rico, algunos incluso designado como crítico en peligro de extinción por la Unión Internacional para la Unión Internacional para la Conservación de la Naturaleza (UICN). Estas incluyen, entre otras, las especies en peligro de extinción por el gobierno federal como la paloma sabanera, el chorlo nevado (playero corredor), la boa puertorriqueña, la tortuga carey y el manatí antillano. Las playas de la CEN, que se extienden 8.74 kilómetros (5.43 millas) a lo largo son importantes zonas para el anidaje de la tortuga tinglar (o laúd) (Dermochelys coriacea), que comienza su temporada de anidación en torno a abril de cada año.

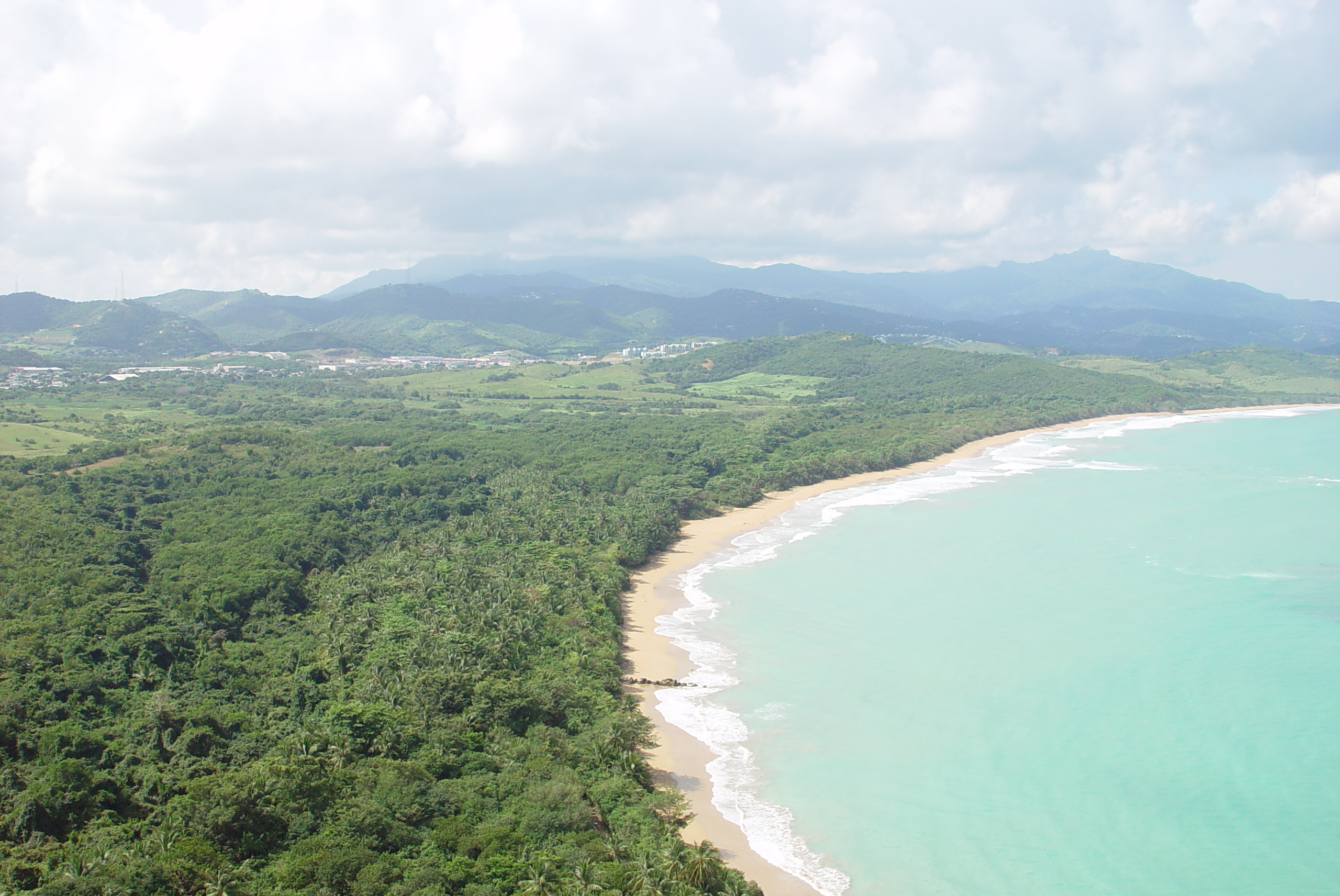
Playa El Convento dentro del Corredor Ecológico del Noreste (Fajardo, Puerto Rico) y la vista panorámica de El Bosque Nacional de El Yunque en el fondo.

Una campaña popular se inició en los años '90 por ciudadanos concernidos, y finalmente conducido por el recién formado Capítulo de Puerto Rico del Sierra Club y otras organizaciones miembros desde el 2004, con el objetivo la preservación del CEN. Estas organizaciones se unieron para formar la Coalición pro Corredor Ecológico del Noreste en 2005 con el fin de coordinar mejor sus esfuerzos, siguiéndole la adopción de una estructura formal en octubre de 2011. Los miembros de la Coalición han utilizado una campaña mediática y litigios para detener las construcciones y lograr para el CEN la designación como reserva natural, logro obtenido en el 2008 pero revertido en el 2009. En noviembre de 2010 la Junta de Planificación de Puerto Rico (JP) dio a conocer su plan conocido como el Área de Planificación Especial de la Gran Reserva Corredor Ecológico del Noreste, que de acuerdo con su documento de designación aumentaría el área protegida 4,006 acres (1,621 hectáreas). Sin embargo, miembros de la Coalición pro Corredor Ecológico del Noreste han señalado que algunas de las áreas designadas como protegidas por el plan de la JP del 2010 son susceptibles a las inundaciones, ya gozan de estatus de protección, o ya se han desarrollado, por lo que la protección de estas áreas resultaba innecesaria. Por otro lado, el plan, argumentaron, dejaría desprotegidos 438 acres (177 hectáreas) de terrenos ecológicamente sensibles precisamente donde los desarrolladores habían propuesto construir megaresortes. En enero de 2012 la Corte de Apelaciones de Puerto Rico emitió una resolución que prohibía temporeramente a cualquier agencia de Puerto Rico la concesión de permisos de construcción para los proyectos propuestos dentro de la reserva anulada, mientras que los tribunales emitían sus veredictos finales. Esta decisión fue anulada por el Tribunal Supremo de Puerto Rico poco después, una decisión que se tornó académica ya que una ley firmada en el 2012 protegió los terrenos públicos en el CEN (equivalente a 1,957 acres (792 hectáreas), o dos tercios de su designación original y otra ley, firmada en el 2013, revistió con status de reserva natural al CEN en su totalidad.

## Campaña de preservación y los esfuerzos de conservación
El CEN ha sido propuesto para ser designado como reserva natural tanto por el gobierno federal y estatal desde 1978, según lo establecido en el Programa de Manejo de la Zona Costanera de Puerto Rico bajo el auspicio de la Ley de Zonas Costeras de los EE. UU. En 1990, una gran parte del CEN fue designado como una barrera costera bajo la Ley de Recursos de Barreras Costaneras de los EE. UU. En 1992, el DRNA presentó un documento de designación oficial a la Junta de Planificación de PR, para designar todas las tierras dentro del CEN como reserva natural. Sin embargo, después de las elecciones de 1992, la administración del gobierno recientemente electo de Pedro J. Rosselló González pidió a la Junta de Planificación no aprobar la designación del CEN como reserva natural, ya que quería promover el desarrollo turístico de la zona. La visión de la nueva administración del uso del para el CEN se aprobó en 1996 con el Plan conceptual de desarrollo turístico de la costa nordeste de Puerto Rico, que divide en zonas el área para permitir grandes desarrollos residenciales y turísticos y de campos de golf.

### Esfuerzos iniciales

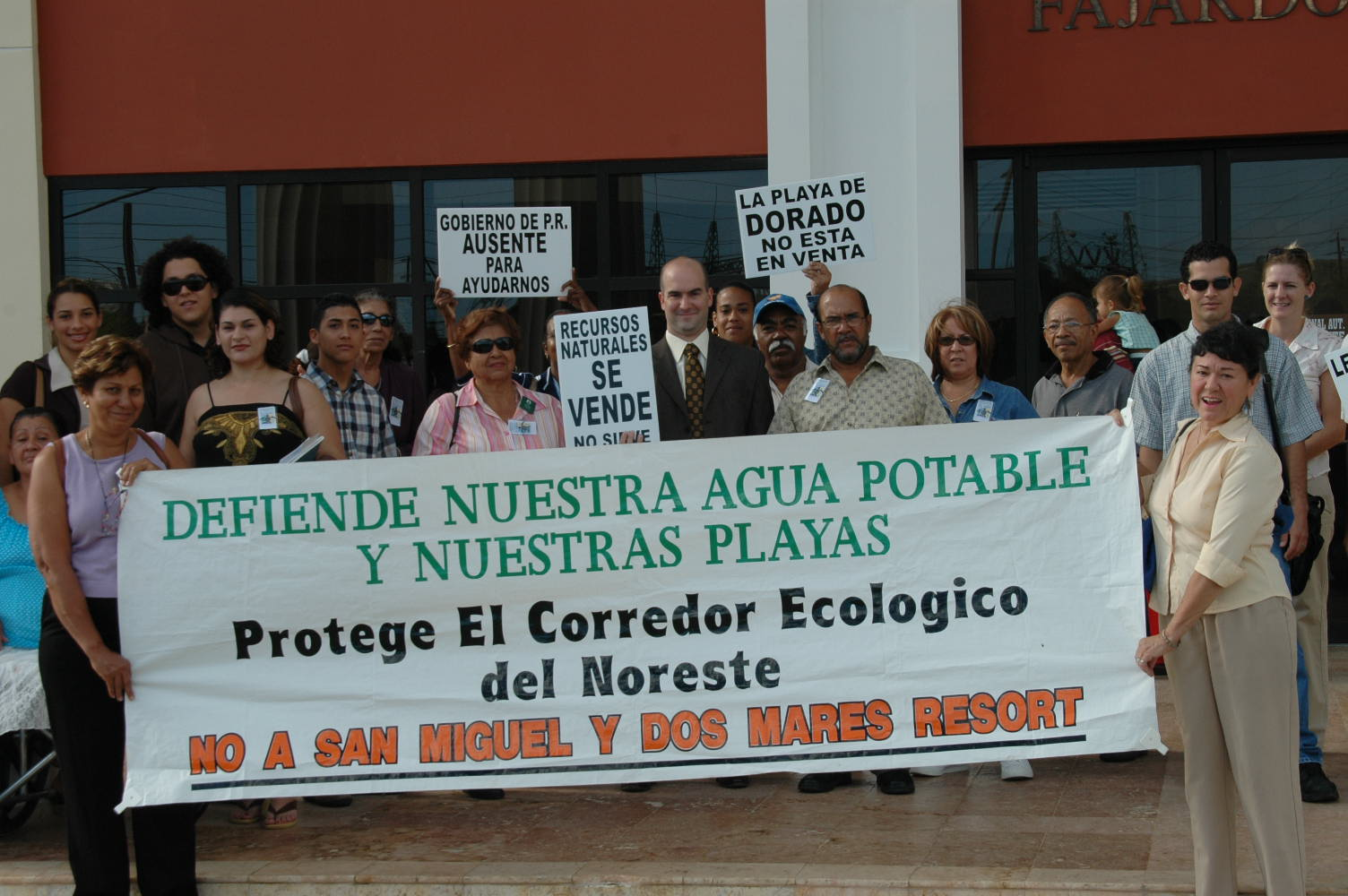
Los miembros de la Coalición Pro Corredor Ecológico del Noreste frente al Tribunal de Justicia en Fajardo Puerto Rico, después de presentar una acción legal para detener las autorizaciones concedidas para la construcción de San Miguel Resort.

Después de que el Plan conceptual de desarrollo turístico de la costa nordeste de Puerto Rico de 1996 fura aprobado, dos megaresorts se propusieron para el CEN: (1) Dos Mares Marriott Resort - que constaba de 3,450 unidades residenciales y turísticas, un campo de golf de 18 hoyos y otro de 9 agujeros, entre otras instalaciones relacionadas, y (2) San Miguel Four Seasons Resort - compuesto por 1,450 unidades residenciales y un hotel y dos campos de golf, de 18 hoyos y 9 hoyos, respectivamente, entre otras comodidades.
Los detractores del plan sostenían que más del 80% de las unidades propuestas por ambos proyectos eran exclusivamente residenciales, lo que socavó seriamente la afirmación de los desarrolladores que se trataban de proyectos turísticos. También argumentaron que estos proyectos darían lugar a movimientos de tierra, deforestación, el relleno de humedales, la canalización de los ríos, y la remoción de la vegetación costera, un impacto significativo en las especies y otros recursos vivos que dependen del CEN. También sostuvieron que las prácticas de mantenimiento de los cursos de golf que incluyen el uso de sustancias tóxicas como herbicidas, podrían afectar a la calidad de las aguas de las aguas superficiales, subterráneas y costeras. Además, se argumentó que ambos proyectos limitarían gravemente el acceso público a las playas de la CEN, terrenos públicos y otros recursos naturales públicos, así como que agotarían aún más los limitados suministros de agua necesarios para las comunidades locales, afectando la calidad de vida de miles de personas en la región.
Durante las vistas públicas de 1998 llevadas a cabo por la Junta de Calidad Ambiental de PR y la Junta de Planificación de PR para las Declaraciones de Impacto Ambiental (DIA) de ambos proyectos y los permisos de obra, respectivamente, los diferentes agentes concernidos comenzaron a intercambiar información de contacto a fin de colaborar en la detención de la aprobación de la DIA y los permisos de construcción. A su juicio, los documentos oficiales presentados por los proponentes de los proyectos eran sustancialmente débiles e incompletas. Por ejemplo, la DIA de San Miguel Resort indicó que los ríos del CEN desembocaban en el "Océano Pacífico", en lugar del "Océano Atlántico". Estos grupos también sostuvieron que sendas DIA's no tuvieron en cuenta el acceso del público a la costa, ni sus impactos ambientales acumulativos, especialmente referente al suministro de agua, ya escasa, en la costa noreste de Puerto Rico. El mensaje de la primera campaña en pro del CEN se centró en cómo los proyectos residenciales y turísticos propuestos iban a: (1) agotar los limitados suministros de agua necesarios para las comunidades locales, afectando la calidad de vida de miles de ciudadanos en la región este de Puerto Rico, (2) promover una mayor expansión urbana a lo largo de la zona de amortiguamiento costera de El Bosque Nacional El Yunque, y (3) limitar gravemente el acceso público a las playas locales, terrenos públicos y otros recursos naturales públicos.
En el caso de los limitados suministros de agua de la región, el gobierno de Puerto Rico había publicado recientemente el Plan de Agua de Puerto Rico, que indicaba que la región ya tenía un déficit de agua de 3.6 millones de galones por día (MGD). En cuanto a la zona de amortiguamiento de El Yunque, de acuerdo con un estudio del 2004 del Instituto Internacional para la Dasonomía Tropical del Servicio Forestal de los EE. UU., el 86% de todas las nuevas áreas urbanas establecidas en El Área de Planificación Especial de El Yunque entre 1985 y 2001 no cumplían con las regulaciones vigentes de uso de acuerdo a la zonificación, situación que alentó el desparrame urbano que estaba devorando zona de amortiguamiento costero de El Yunque, lo que a su vez realzaba la importancia de la única zona extensa continua, no desarrollada, que quedaba en la costa noreste: el Corredor Ecológico del Noreste. Las dos propuestas de proyectos: Dos Mares y Four Seasons resorts, argumentaron, además pondría en peligro la integridad ecológica de esta zona ya que tanto los desarrolladores de proyectos estaban solicitando cambios de uso del suelo en ciertas áreas a la Junta de Planificación de PR, en concreto la solicitud era para la redesignación de zonificación de "conservación de los recursos naturales" a distrito de "desarrollo turístico".
Además, ambos proyectos llevaron a cabo deforestación y actividades de movimiento de tierras sin los permisos requeridos, dando lugar a cambios en los patrones naturales de escorrentía e impactos directos a importantes zonas ecológicas. La construcción de la Fase I del proyecto Dos Mares (junto al CEN) impactado algunos afluentes de la laguna bioluminiscente Laguna Grande (situado a las afueras de CEN) y el aumento de los niveles de sedimentación para este cuerpo de agua insustituible. Proponentes Dos Mares fueron multados por la cantidad de $140,000 por estas actividades ilegales por el DRNA y el Servicio de Pesca y Vida Silvestre de los Estados Unidos.

### Se forma la coalición

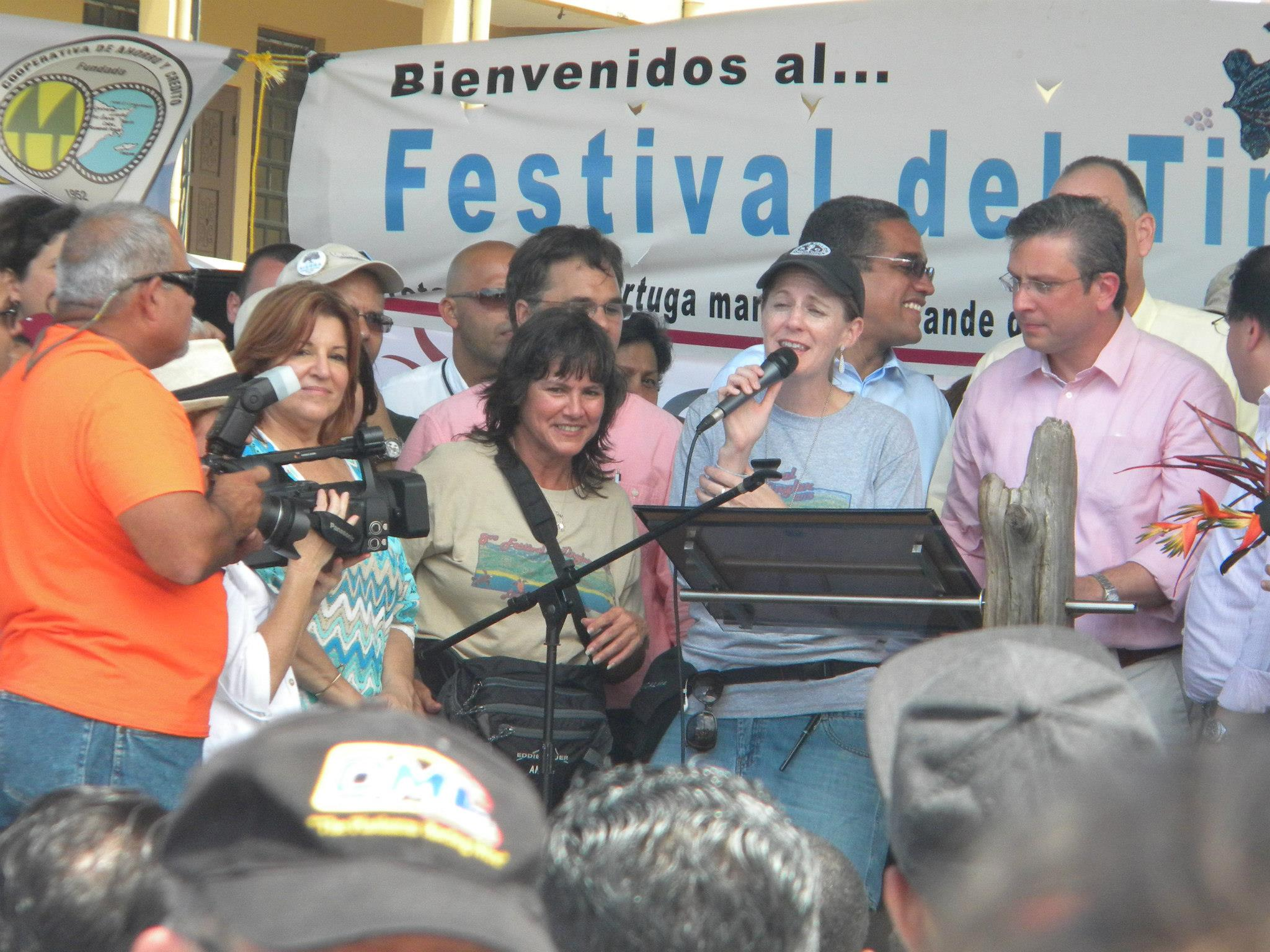
Hon. Alejandro García-Padilla (mano derecha), gobernador de Puerto Rico, firma la ley que declara todos los terrenos en el Corredor Ecológico del Noreste una reserva natural. Hablando está Camilla Feibelman, ex-coordinadora del Capítulo de Puerto Rico del Sierra Club. A su izquierda, Angie Colón-Pagán, Presidenta de la Coalición Pro Corredor Ecológico del Noreste. Tomado durante el 8.º Festival del Tinglar el 13 de abril de 2013.

Más de 20 diferentes grupos de interés (asociaciones de pescadores, residentes, grupos comunitarios, asociaciones empresariales, recreacionistas, profesores universitarios, estudiantes y ONGs de conservación, entre otros), forjaron en 2004 lo que llegó a ser conocida como la Coalición pro Corredor Ecológico del Noreste. A medida que la coalición se estaba organizando, el Capítulo de Puerto Rico del Sierra Club también se estableció. El Sierra Club proporcionó mayor capacidad organizativa comunitaria y asistió en el diseño de una campaña y organizó una serie de talleres con el fin de formalizar las estrategias de la Coalición y sus tácticas, de modo que la Coalición llegó a su existencia el 25 de abril de 2005.
Los principales objetivos de la Coalición incluyeron la designación del CEN como una reserva natural con sus actividades de desarrollo basadas en el ecoturismo y el turismo de naturaleza. Entre las organizaciones que conforman la Coalición están: la Alianza Pro Desarrollo de Ceiba (APRODEC), la Asociación de Comerciantes y Profesionales de Fajardo (ACOMPRO), la Asociación de Pescadores de Maternillo y Mansión del Sapo, la Casa Cultural Rosendo Matienzo Cintrón, Clubes 4H, Comunidad Fortuna, los Defensores del Barrio Juan Martín y el Corredor Ecológico del Noreste, los Grupos Ambientales Interdisciplinarios Aliados Interdisciplinarios (GAIA), grupos de artesanos, 'Protecting Animals in Eastern Puerto Rico' (PARE ESTE, Inc.), el Capítulo de Puerto Rico de Sierra Club, y el Capítulo de la Universidad de Puerto Rico de Carolina de Turismo Interno, mientras Iniciativa para el Desarrollo Sostenible asesoraba a la Coalición. Existen también otras organizaciones privadas y profesionales que se han unido a los esfuerzos de la Coalición, como el Fideicomiso de Conservación de Puerto Rico, la Sociedad de Planificación de Puerto Rico, la Asociación de Acampadores de Puerto Rico, y la Coalición Ecuménica e Interreligiosa de Puerto Rico. En 2008, la Coalición fue reconocido con el Premio por la Solidaridad de la Fundación Miranda.
La Coalición también contó con el apoyo de numerosas organizaciones de Estados Unidos y ONGs internacionales de conservación. Su apoyo fue a través de cartas personalizadas dirigidas a los políticos locales, alertas de acción nacionales, pequeñas donaciones de materiales educativos (folletos), y la cobertura de prensa en los EE. UU., entre otros. Las entidades incluidas son: Sierra Club, National Wildlife Federation, Waterkeeper Alliance, Fundación Surfrider, Alianza Costera, y el Fondo Mundial para la Naturaleza. La campaña del CEN fue apoyada también por los actores Benicio Del Toro y Edward James Olmos, así como por el abogado ambientalista Robert F. Kennedy Jr., y el fundador de Casa Pueblo, Alexis Massol-González. Ambos dieron su apoyo a través de declaraciones públicas oficiales y mediante comunicación personal con los tomadores de decisiones de alto nivel en el gobierno de Puerto Rico.
Desde el año 2006, la Coalición Pro Corredor Ecológico del Noreste lleva a cabo el Festival del Tinglar en la Plaza Pública de Luquillo en abril de cada año para celebrar el inicio de la temporada de anidaje del tinglar. El festival se ha utilizado para educar y cabildear para promover la importancia de la protección de esta especie en peligro de extinción y su más importante sitio de anidaje en el noreste de Puerto Rico, el CEN.

### Acción legal y legislativa

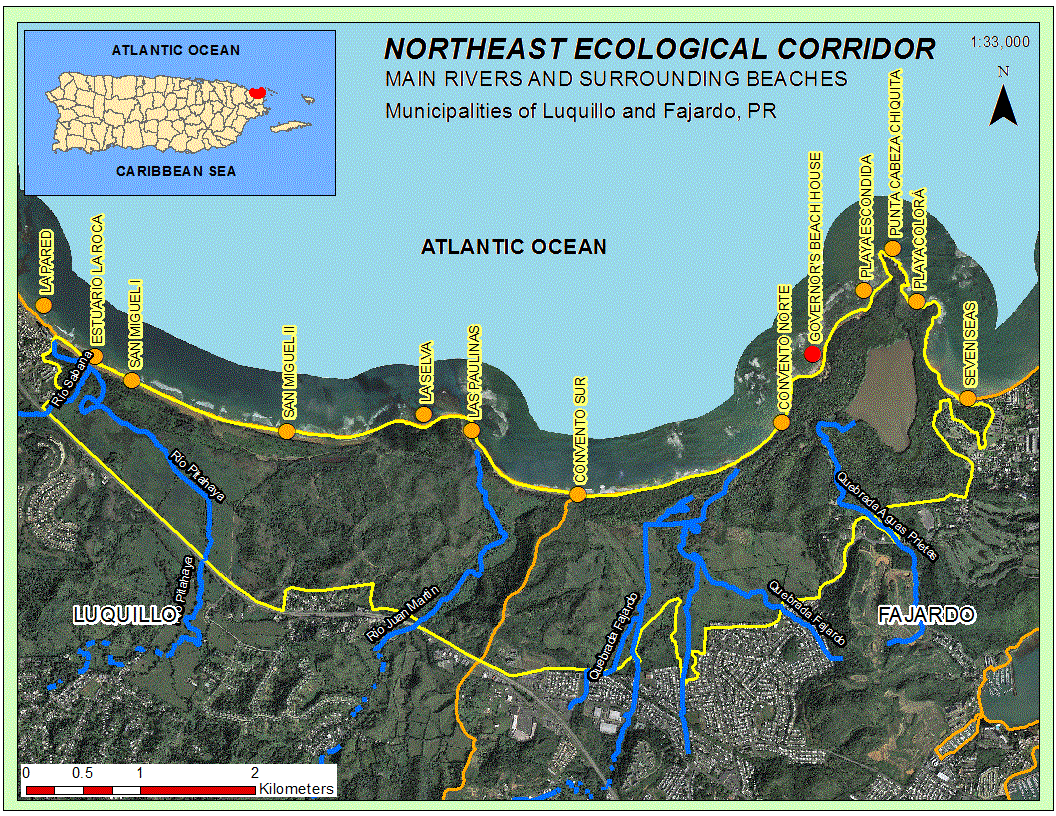
Foto aérea de la Reserva Natural Corredor Ecológico del Noreste de Puerto Rico, con sus ríos principales y playas circundantes.

Aunque hubo planes para establecer oficialmente en el CEN una reserva permanente, así como los planes para establecer eco-hospederías, senderos para bicicletas y el acceso a las playas, un proyecto de ley que crearía una reserva natural (Proyecto del Senado 2105 del 2007) le daría al gobierno y a los grupos interesados solo dieciocho meses para adquirir tierras de propiedad privada dentro del Corredor. En el caso de que las tierras no pudiesen ser adquiridos, la designación de reserva natural sería rescindida. Teniendo en cuenta estas modificaciones como "píldoras venenosas", el exgobernador Aníbal S. Acevedo Vilá decidió vetar la ley y le instruyó, por medio de la Orden Ejecutiva OE-2007-37 del 4 de octubre de 2007, a la Junta de Planificación de Puerto Rico establecer una reserva natural, editar un borrador del Plan de Uso de Terrenos y Manejo así como delinear los bordes de la reserva. La Junta de Planificación PR aprobó en su Resolución n.º PU-02-2008-24 (23) el 6 de febrero de 2008, los límites para el CEN y el 24 de abril de 2008 el Gobernador Acevedo Vilá firmó la Orden Ejecutiva OE-2008-22 que oficialmente estableció la Reserva Natural del Corredor Ecológico del Noreste. La decisión fue posteriormente revocada por el Gobernador Luis G. Fortuño Burset a través de la OE-2009-42 el 30 de octubre de 2009.

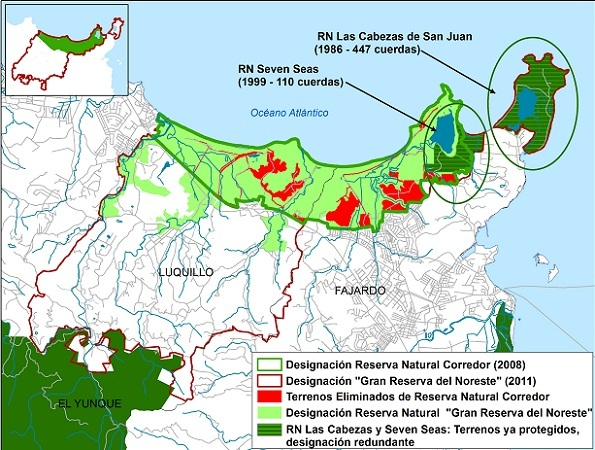
El Área de Planificación Especial Gran Reserva Natural Corredor Ecológico del Noreste. Sus defensores sostuvieron que este plan iba a proteger un área más amplia con el fin de mantener la conectividad con el Bosque Nacional El Yunque. Los detractores alegaban, sin embargo, que algunas de las "nuevas áreas protegidas" ya disfrutan de estatus de protección, eran propensas a inundaciones, o ya estaban construidas, mientras que 437 acres (177 hectáreas) tendrán su estatus de protección eliminado.

En 2011 la Junta de Planificación de PR anunció planes para aprobar el Área de Planificación Especial de la Gran Reserva Natural del Corredor Ecológico del Noreste. Aunque el gobierno de Puerto Rico insistió en que estaba protegiendo más áreas que las 2,970 acres originales en la reserva, los ambientalistas señalaban que se derogaba el estatus de protección a más de 437 hectáreas de las áreas originalmente designadas. Además, algunas de las áreas en el Área de Planificación Especial formaban parte de reservas existentes o en se localizaban en llanuras inundables donde construcciones nuevas ya estaban prohibidas.

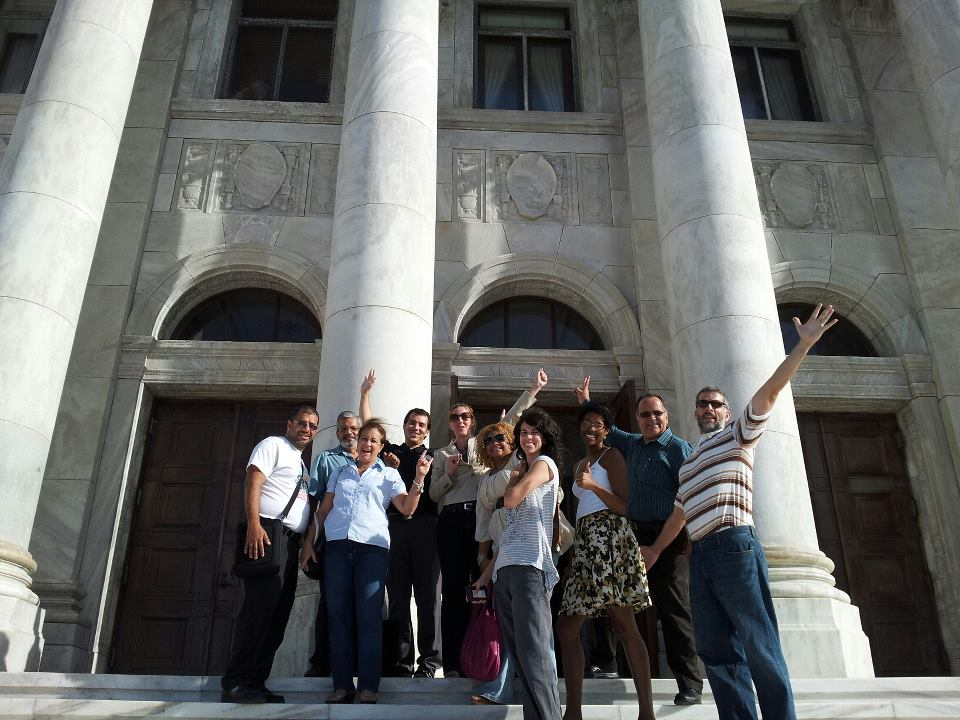
El 21 de mayo de 2012, miembros de la Coalición Pro Corredor Ecológico del Noreste celebran frente al Capitolio de Puerto Rico la aprobación del Proyecto de la Cámara 2282. El proyecto que se convirtió en ley designó a todos los terrenos públicos en el Corredor Ecológico del Noreste (66%) como una reserva natural.

Dado que algunos de los proyectos residenciales y turísticos propuestos serían construidos en terrenos públicos, los miembros de la Coalición para el Corredor Ecológico del Noreste decidieron trasladar sus esfuerzos de cabildeo para la protección de las tierras de propiedad del gobierno administrado por el Departamento de Recursos Naturales y Ambientales, la Compañía de Parques nacionales, el Puerto Rico Compañía de Fomento Industrial de Puerto Rico y la Autoridad de Tierras de Puerto Rico. A tal efecto, los senadores Lorna Soto-Villanueva, Larry Seilhamer-Rodríguez, Luz M. Santiago-González, y Roger J. Iglesias-Suárez presentaron el 22 de septiembre de 2011 el Proyecto del Senado 2282 que fue aprobado por unanimidad por el Senado de Puerto Rico el 23 de abril de 2012 con todos los senadores como coautores. El 21 de mayo de 2012, el proyecto de ley fue aprobado por la Cámara de Representantes, sin oposición, y después de algunas modificaciones menores, se envió al Gobernador para su firma el 18 de junio de 2012. El proyecto se convirtió en ley con la firma del Gobernador de Puerto Rico, convirtiéndose en la Ley Núm 126 del 25 de junio de 2012, creándose una reserva natural en todos los terrenos públicos en el Corredor Ecológico del Noreste, que consistía de 1,957 hectáreas o el 66% de su designación original. Una vez se dio el cambio de administración en las elecciones de noviembre de 2012, se intensificaron los esfuerzos de cabildeo para la protección del Corredor en su totalidad, lo que dio paso a la firma de la Ley Núm. 13 del 13 de abril de 2013 por el Gobernador Alejandro García-Padilla.
Desde su creación, los esfuerzos de litigación de la Coalición fueron dirigidos por la Clínica de Derecho Ambiental de la Universidad de Puerto Rico bajo la dirección del Lcdo. Pedro Saade Llorens, uno de los primeros abogados ambientales de Puerto Rico. Los servicios gratuitos y de carácter voluntario de la clínico han sido fundamentales en las estrategias de campaña de la Coalición para asegurar que los proyectistas de Dos Mares y San Miguel no recibieran los permisos del gobierno para iniciar la construcción. Todos los permisos ambientales y de uso de terrenos que fueron otorgados por agencias gubernamentales a estos proyectos fueron retadas en las cortes, que hasta enero de 2012 siempre fallaban a favor de la Coalición. Hasta esa fecha, ambos proyectos no contaban con ni siquiera un permiso ambiental o de uso de terreno debido a, entre otras acciones, una demanda presentada por la Iniciativa para el Desarrollo Sostenible, una ONG ambiental, en contra de la Junta de Planificación de Puerto Rico. El 4 de enero de 2012, la Corte de Apelaciones de Puerto Rico emitió una resolución que prohibía temporalmente cualquier agencia del Estado Libreo Asociado de Puerto Rico la concesión de permisos de construcción dentro de los terrenos del Corredor Ecológico del Noreste. Esta decisión fue revocada por el Tribunal Supremo de Puerto Rico el 23 de enero de 2012, aunque la decisión se tornó académica debido a la firma de la ley que le confiere la designación de reserva natural a todos los terrenos del Corredor. Es de notar, que bajo la Ley Núm. 13 del 13 de abril de 2013, el Gobierno de Puerto Rico tiene ocho años para comprar, adquirir, o expropiar todos los terrenos privados en el CEN.

### Controversia sobre compra de terrenos

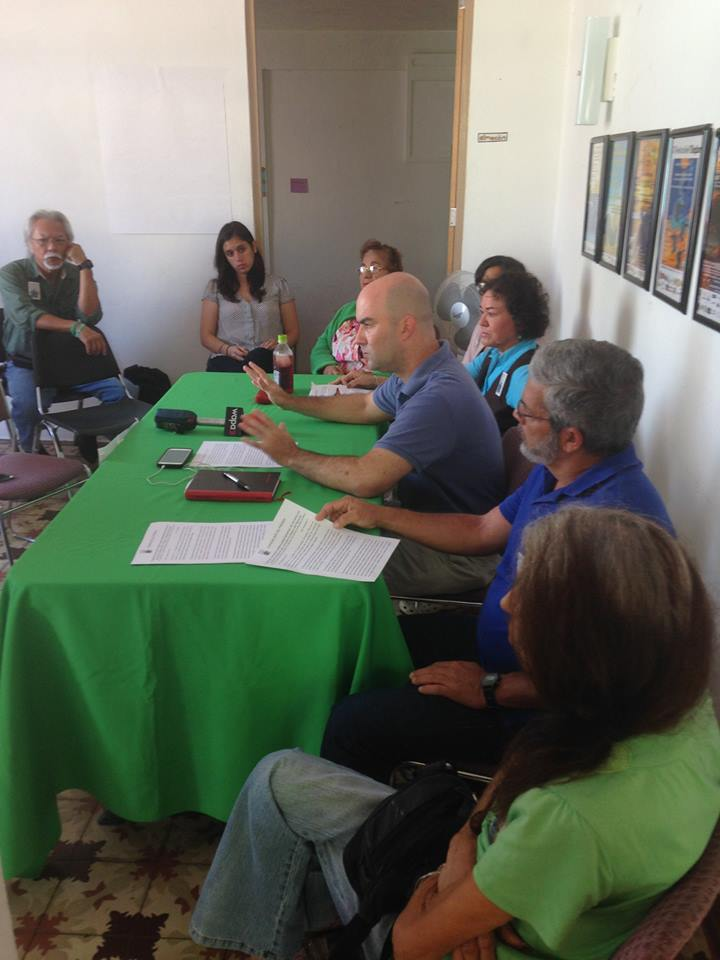
Conferencia de prensa llevada a cabo por la Coalición Pro Corredor Ecológica del Noreste el 3 de febrero de 2014 para denunciar las compras a sobre precio de terrenos para propósitos de conservación en el Corredor Ecológico del Noreste. Habla Luis Jorge Rivera Herrera, portavoz de Iniciativa Pro Desarrollo Sustentable.

Tras la declaración del Corredor Ecológico del Noreste como reserva natural, la Coalición Pro Corredor Ecológico del Noreste denunció que lo que pagaron las administraciones de Aníbal Acevedon Vilá, Luis Fortuño y Alejandro García Padilla entre 2007 y 2013 a los propietarios que querían realizar proyectos turísticos en los terrenos no fueron los $28 millones que se había dicho originalmente, sino $36,650,000, tratándose de terrenos tasados previamente a razón de $1,000 la cuerda que, eventualmente fueron pagados a precios entre $10,000 y $70,000 por cuerda. Es de notar, según la Coalición, que la tasación previa era del año 2000 y los acuerdos de compra se pagaron de 2007 a 2013, cuando las propiedades perdieron significativamente su valor en todo Puerto Rico.
En agosto de 2007, siendo gobernador Acevedo Vilá, el Departamento de Recursos Naturales y Ambientales (DRNA) compró al proponente del San Miguel Resort cerca de 278 cuerdas de terreno por un total de $12.5 millones, a razón de $45,000 por cuerda, tratándose de terrenos que, según la Junta de Planificación, solo podían usarse para fines agrícolas o de conservación, pues la gran mayoría eran humedales e inundables. El proyecto San Miguel Resort nunca obtuvo permiso alguno para su construcción. En diciembre de 2008, el DRNA le compró al mismo proponente otras 167 cuerdas por $11.5 millones, a un promedio de $66,760 la cuerda, y en junio de 2010, bajo la administración Fortuño, la misma agencia adquirió 121 cuerdas adicionales por $8.5 millones, o sea, pagando la cuerda a un promedio de $70,200.
En mayo de 2013, ya con García Padilla en la gobernación, el DRNA compró unas 90 cuerdas en las que se proponía construir el Dos Mares Resort, colindantes con la finca Convento Norte y dentro del Corredor, al precio de $3.5 millones, en un esfuerzo conjunto, entre el DRNA y el Trust for Public Land. Los terrenos de humedales se tasaron en unos $10,600 la cuerda, mientras que los que estaban fuera de zonas inundables, pero designados para uso agrícola, pasaron en unos $94,400 por cuerda. Dos Mares tampoco obtuvo permiso alguno para construirse.
En resumen, el precio promedio pagado por el DRNA, con fondos estatales y federales, en las cuatro transacciones fue de $54,000 la cuerda. Con estos precedentes es que los proponentes de otro proyecto frustrado, Costa Serena, en Piñones, fueron a los tribunales para exigir un pago similar si el Gobierno finalmente decide expropiar los terrenos. La Coalición del Corredor estima que, en vez del precio original de expropiación fijado en poco menos de $5 millones, por los terrenos de Costa Serena, que tampoco obtuvo permisos de construcción, podría tener que pagarse más de $32 millones.

## Ecología

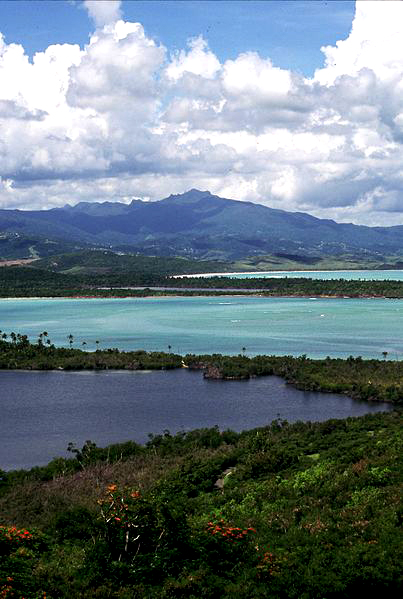
Vista del Corredor Ecológico del Noreste y el Bosque Nacional El Yunque, visto desde la reserva natural Las Cabezas de San Juan. En el primer plano se encuentra la laguna Grande (laguna bioluminiscente), seguido por la playa Seven Seas, la laguna Aguas Prietas, y playa El Convento.

Cincuenta y cuatro especies importantes, raras, endémicas y en peligro de extinción viven en esta zona y dependen de la integridad natural de esta zona para su subsistencia. El Corredor también es ecológicamente importante, ya que garantiza la interrelación entre el bosque pluvial montañoso de El Bosque Nacional El Yunque y los bosques secos en que se encuentran en su faldas costera, a través de un pasillo de apenas 21 kilómetros (13 millas) de longitud. Tal acontecimiento, en un área tan limitada, es extremadamente raro en cualquier lugar del mundo. La ubicación de CEN en las estribaciones del Bosque Nacional de El Yunque - una Reserva de la Biosfera de las Naciones Unidas y el único bosque tropical en el Sistema de Bosques Nacionales los Estados Unidos - suma a su valor natural y singularidad.
El CEN contiene una representación de todos los humedales costeros que se encuentran en Puerto Rico, como lo son las comunidades de coral, praderas de pastos marinos, manglares, bosques de Pterocarpus, pantanos, marismas, además de un bosque de crecimiento perenne de más de 70 años y la Laguna Aguas Prietas, donde dependiendo de la salinidad, el fenómeno de la bioluminiscencia puede ocurrir. De acuerdo con el Sistema de clasificación de zonas de vida de Holdridge, el CEN contiene las zonas identificadas como el bosque subtropical húmedo y bosque seco subtropical. Cabe destacar que todos las seis zonas de vida ecológica identificadas en Puerto Rico están representados en una región tan solo 21 kilómetros (13 millas) de largo, formada por el Corredor Ecológico del Noreste, Las Cabezas de San Juan y la Reserva Natural de El Bosque Nacional El Yunque. Los cambios en las precipitaciones, la temperatura y la altitud se observan en toda la zona constituyen uno de los gradientes ambientales más pronunciados en el Caribe.
Tres zonas geoclimáticas han sido identificados dentro del CEN, los cuales son: bosque subtropical seco en suelo aluvial y otros sedimentos no consolidados, bosque subtropical húmedo en aluvión y otros sedimentos no consolidados y bosque pluvial subtropical en roca volcánica que ha sido alterado hydrotermalmente. De acuerdo con las descripciones de Lugo, AE, 2005, en el CEN, hay cuatro tipos de bosques: bosques secos costeros sobre sustrato volcánico, bosques húmedos y secos de los valles aluviales, bosques costeros de lluvia sobre sustrato arenoso y las bosques pluviales tropicales de tierras bajas sobre sustrato volcánico.
El Proyecto de Análisis GAP para Puerto Rico ha identificado en el CEN 29 de las 70 clases de cubierta terrestre definidos para la isla, de los cuales 26 corresponden a las principales clases de vegetación natural. Es importante destacar que los ecosistemas situados en las llanuras costeras y las colinas bajas de la CEN, representan una de las regiones más afectadas por las actividades antropogénicas en Puerto Rico. Hoy en día, esta zona fisiográfica es uno de los menos protegidos en la isla. Por lo tanto, los defensores del estatus de protección para el CEN afirmaban que la designación reserva natural era una oportunidad para preservar la integridad ecológica de este importante ecosistema a la vez que se evita la fragmentación de hábitat; uno de los argumentos principales que condujo a la creación de la reserva natural en el 2013.

### Flora

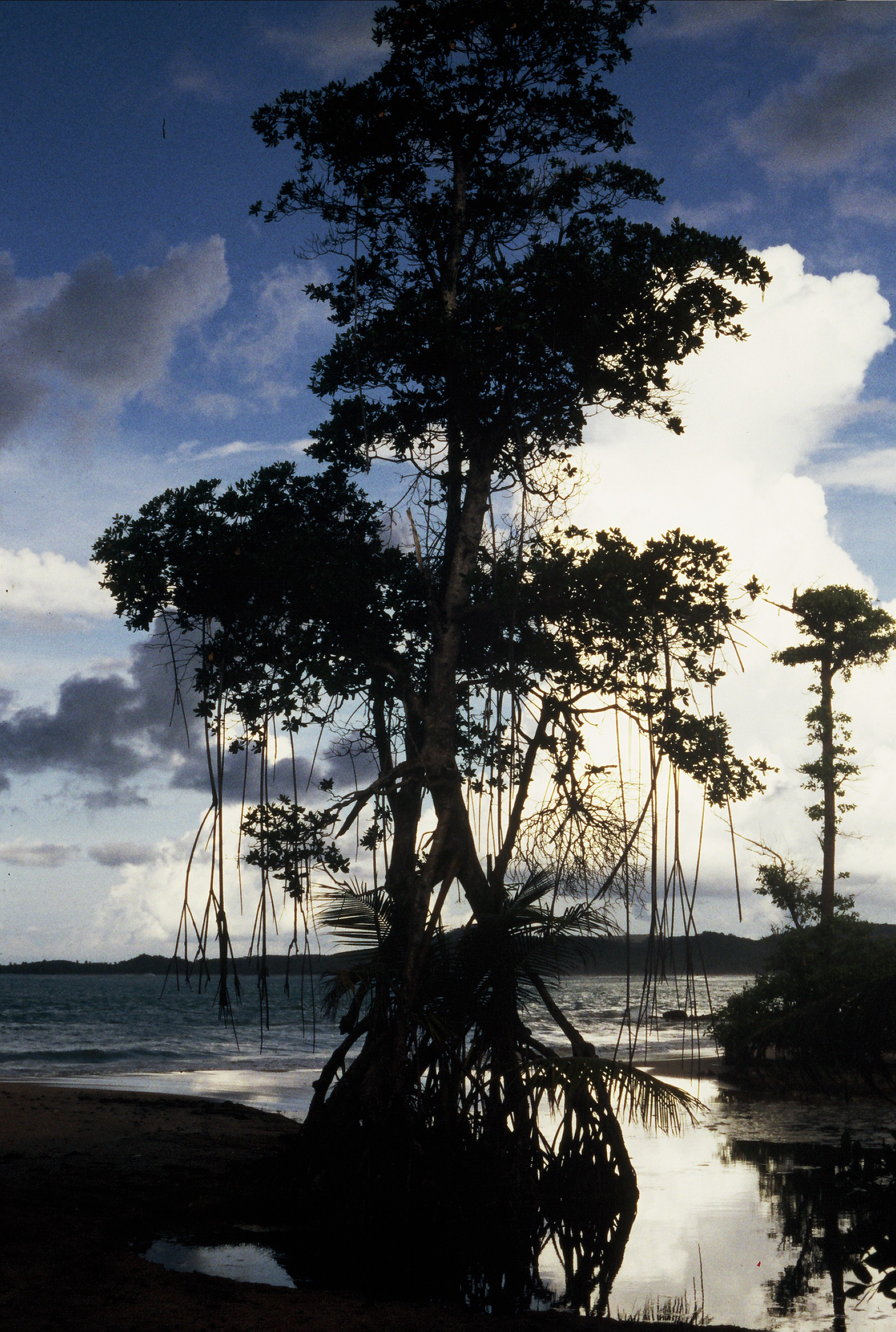
Mangle Rojo (Rhizophora mangle) en la desembocadura del río Juan Martín.

La vegetación natural se ha clasificado como la típica de los bosques secos, matorrales, pastizales y humedales. Cuatrocientos ochenta y ocho especies contenidas en 96 familias de plantas se han descrito en el CEN. Nueve de ellas son endémicas, 400 son nativas y 77 introducidas. La familia Fabaceae es la más diversa con 65 especies, seguida por la Poaceae con 41. Once especies están clasificadas como críticas por el Programa de Patrimonio Natural del Departamento de Recursos Naturales y Ambientales, entre ellos: la Arana (Schoepfia arenaria), la cobana negra (Stahlia monosperma), el matabuey (Goetzea elegans), y el guayabote de costa, o guayabacón de Fajardo (Eugenia fajardensis), una especie cuya distribución se limita actualmente una parte de Fajardo localizado en el Corredor Ecológico del Noreste y las islas de Vieques y Culebra.

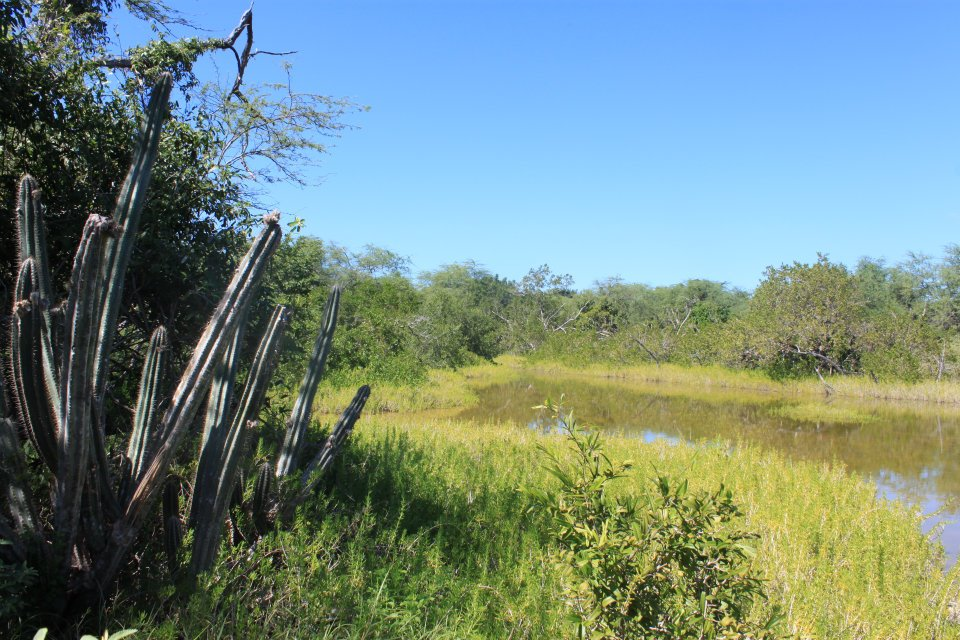
Vegetación del Corredor Ecológico del Noreste.

En promontorios costeros del CEN al este se puede observar flora resistentes a los vientos salados tales como subarbustos típicos de las zonas costeras. En las playas del CEN también residen especies como algunas variedades de cactus, el tintillo (Randia aculeata), el alelí (Plumeria alba), y la uva de playa (Coccoloba uvifera) y otra vegetación espinosa de playa. Las cuatro especies de mangles nativas de Puerto Rico se encuentran en el CEN; estas son: el mangle rojo (Rhizophora mangle), el mangle negro (Avicennia germinans), el mangle blanco (Laguncularia racemosa), y el mangle botón (Conocarpus erectus).
Hacia la parte occidental del CEN en el segmento conocido como El Convento se encuentra un bosque costero de crecimiento perenne de por lo menos 70 años. Algunas de estas especies que se encuentran aquí son el almácigo (o indio desnudo) (Bursera simaruba), el roble blanco (Tabebuia heterophylla) y el ortegón (Coccoloba rugosa). Más hacia el oeste es el de Las Paulinas sector donde se recorre el valle costero por un bosque de galería a lo largo de las orillas del río Juan Martín. En la desembocadura de este río es uno de los pocos bosques de palo de pollo (sangre de drago) (Pterocarpus officinalis) restantes en Puerto Rico.

### Hongos y líquenes
El micro-clima cálido en el Corredor Ecológico del Noreste provee un caldo de cultivo ideal para hongos que, cuando se combinan con las algas, dan origen a líquenes. La mayoría de los bosques del CEN son relativamente jóvenes (posiblemente entre 20 y 60 años) y tienen una composición de especies que es característico de los bosques tropicales costeros que han sido perturbados en otras partes de Puerto Rico. Es posible que las actividades antropogénicas como la agricultura, la deforestación y la recurrencia de los incendios en el CEN han sido los factores más limitantes en cuanto al desarrollo de los bosques maduros de la región.
Estos factores han influido en la flora de líquenes de la zona, que está dominado por especies de líquenes costrosos seguidos de especies foliosas. Solo un liquen fruticoso, que pertenece al género Ramalina se ha observado en el CEN. Entre los líquenes foliáceos más prominentes se encuentran varias especies de la Parmotrema, Pyxine y el muy común género Physcia atrostriata. Líquenes costrosos corticícolas aportan el mayor número de especies de flora en el liquen del Corredor. Entre ellos los más destacados son especies dentro de los géneros Graphis, Arthonia, Glyphis, Opegrapha, Chrysothrix, Cryptothecia, y Trypethelium. Varias especies de líquenes saxícolas se han observado en áreas naturales dentro del CEN entre los que se encuentra una especie de Lecanora y varios Pyxine. Una especie Bacidia se ha observado crecer en la hojarasca en algunas zonas del CEN, sobre todo en las colinas y otras áreas de mayor elevación. Las ramas del Espinillo blanco (Acacia caven) son particularmente ricos en líquenes incrustantes con cobertura, especialmente de las especies dentro de la familia Graphidaceae.

### Fauna

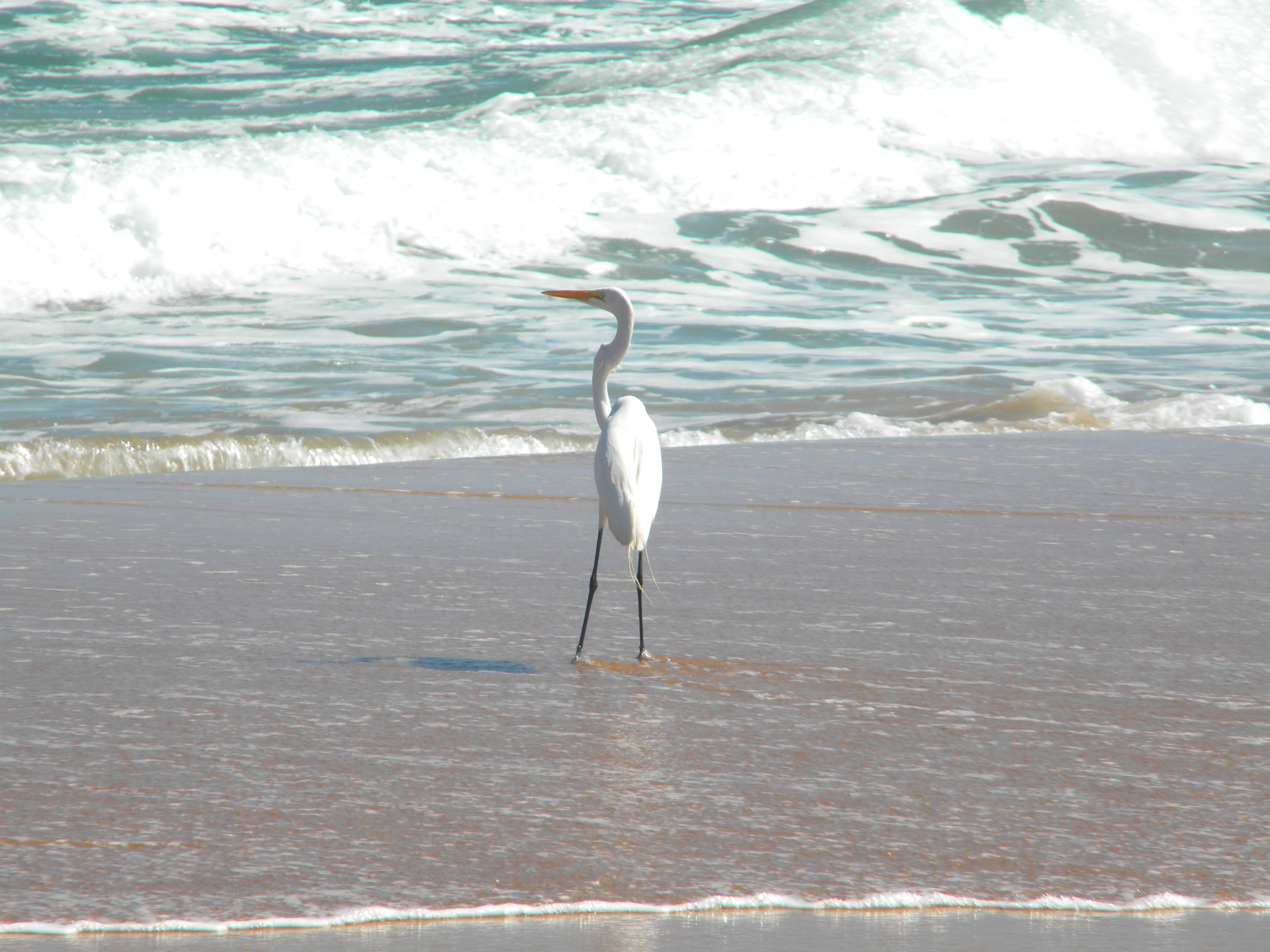
Una Garza Blanca (Ardea alba) en la playa San Miguel, en la punta oeste del Corredor Ecológico del Noreste.

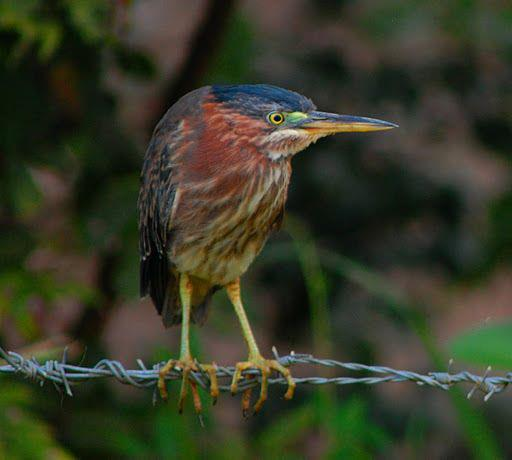
Martinete (Butorides virescens) en el Corredor Ecológico del Noreste.

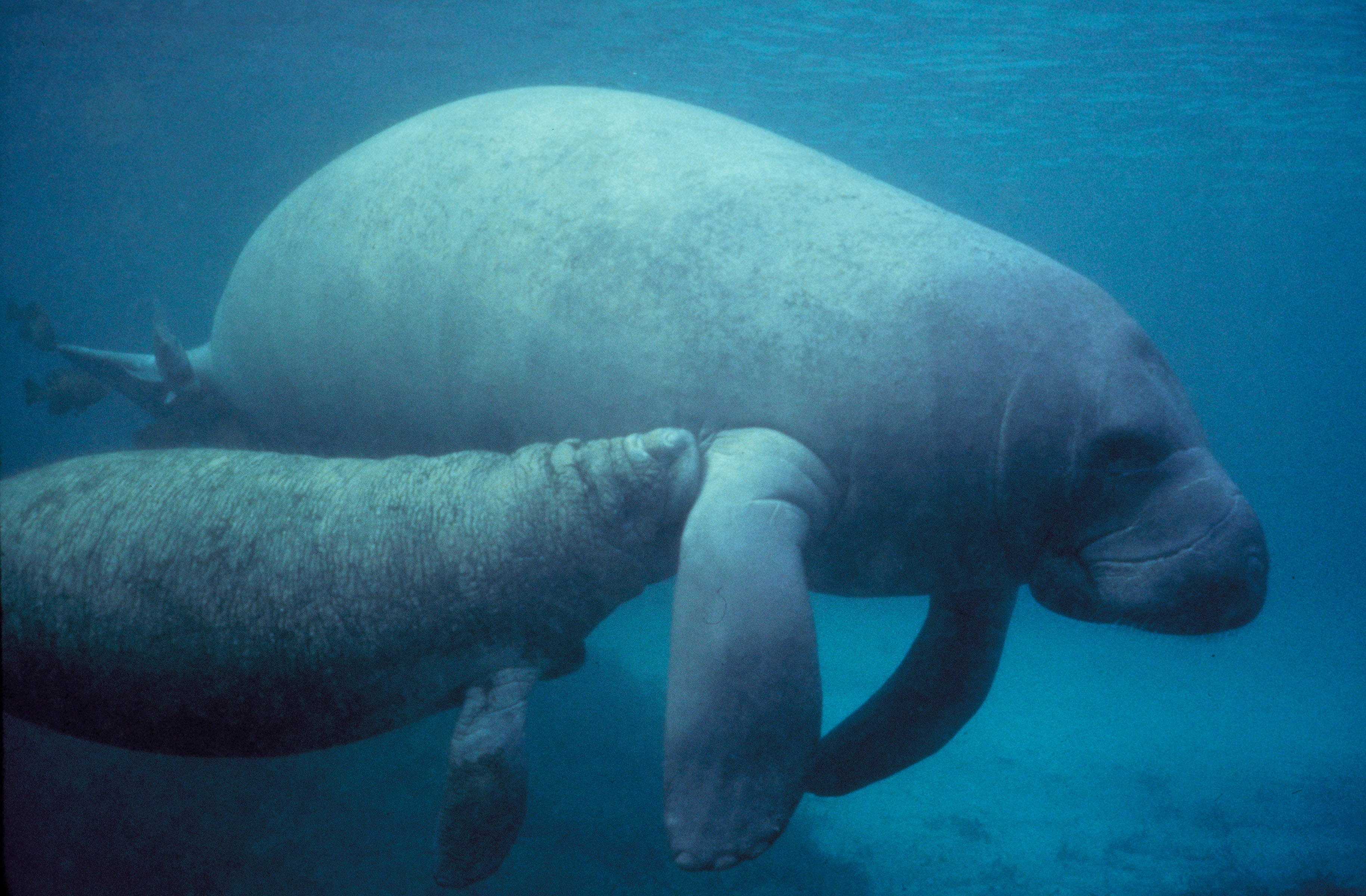
El Manatí (Trichechus manatus manatus), un mamífero acuático que se encuentra en peligro de extinción.

Muchas especies de mamíferos, aves, reptiles, y anfibios hacen su hogar en El Corredor Ecológico del Noreste. Algunos de ellos, como la boa puertorriqueña, el manatí antillano y el tinglar (tortuga laúd o baula), en peligro de extinción. También vale la pena mencionar que una especie de dinoflagelados, Pyrodinium bahamense, reside en la laguna Aguas Prietas y puede ser responsable de episodios de bioluminiscencia esporádicas en este cuerpo de agua. La Laguna Grande, fuera del CEN, al oeste, es bioluminiscente todo el año, debido a la Pyrodinium bahamense.
El grupo de invertebrados está representado por cinco filos, 89 familias y 188 especies, de las cuales 13 son endémicas, 98 nativas y 12 exóticas; 65 son de origen desconocido. Los más diversos grupos de invertebrados son mariposas (Lepidoptera) con 34 especies de las cuales tres son endémicas, y los arácnidos, con 30 especies de las cuales seis son endémicas. En cuanto a los subgrupos, las 188 especies de invertebrados que se encuentran en el CEN se puede dividir de la siguiente manera: esponjas (Porifera): 1, Cnidaria: 12, moluscos (Mollusca): 9, anélidos (Annelida): 1, arácnidos (Arachnida): 30, crustáceos (Crustacea): 18, milpiés (Diplopoda): 6, Odonata: 8, cucarachas (o blatodeos) (Blattodea): 5, termitas (o comejenes) (Isoptera, ahora reconocido como una infraorden de la orden Blattodea): 1, Orthoptera: 5, fásmidos (o insectos palo) (Phasmatodea): 2, hemípteros (o chinches) (Hemiptera): 5, Homoptera: 6, escarabajos (Coleoptera): 9, Hymenoptera: 18, dípteros (Diptera): 15, lepidópteros (o mariposas) (Lepidoptera): 34, efímeras (efémeras o cachipollas) (Ephemeroptera): 1, equinodermos (Echinodermata): 2.
La mayoría de los peces en el CEN tienen valor comercial y recreacional ya que los manglares actúan como criaderos para especies de peces juveniles. Este grupo cuenta con 36 especies nativas de las cuales cuatro son de agua dulce y 32 marina. A algunos especies como el dajao (o trucha de tierra caliente) (Agonostomus monticola), el olivo (Sicydium plumieri), la saga (Awaous tajasica), los camarones bocú (Macrobrachium spp.), la gata (Atya lanipes) y el chiripi (Xiphocaris elongata), entre otros, son especies anfidrómicos, lo que significa que los menores viajan río arriba para alimentarse y reproducirse en agua dulce, y sus larvas de viajan aguas abajo para llegar a los eastuarios o el océano donde completan su desarrollo. Las especies catádromos, como la anguila (Anguilla rostrata), habitan en los ríos en estado juvenil y adulto, pero los adultos regresan al mar para reproducirse y liberar los huevos y pasar la etapa de vida larval. Después de permanecer a la deriva de las corrientes durante varios meses, las larvas regresan a los estuarios para migrar río arriba y convertirse en adultos.
Según datos provistos por la Asociación de Pescadores de Luquillo y el Oficial de Manejo de las Reservas Naturales del Noreste del DRNA, en la RNCEN se pescan y/o capturan las siguientes especies más comunes, según el arte de pesca:
(1) Pesca de Orilla – róbalo (Centropomus undecimalis), sábalo (Megalops atlanticus), sama (Lutjanus analis) y roncos (Haemulon flavolineatum);
(2) Silga (“Trowling”) – sierra (Scomberomorus cavalla), bonito (Katsuwonus pelamis), cojinúa (Carangoides bartholomaei), dorado (Coryphaena hippurus) y tuna (Thunnus atlanticus);
(3) Trasmallo/Atarraya – Peces de arrecife como pargos (Lutjanus sp.), cojinúas (Carangoides bartholomaei) y el balajú (Hemiramphus brasiliensis) como carnada, entre otros;
(4) Cajones y Lazos – Langostas y Langostinos (Panulirus sp.);
(5) Bichero de Anzuelo – Pulpos (Octopus vulgaris);
(6) Trampas – Jueyes (Cardisoma guanhumi);
(7) Buceo y Arpón – Peces de arrecifes como pargos (Lutjanus sp), colirrubias (Ocyurus chrysurus) y loros o cotorros (Sparisoma sp) entre otros, en adición a la colecta de carruchos (Strombus gigas).
Según los trabajos de Negrón et al. (1982), la Laguna Aguas Prietas era una fuente de pesca deportiva además de una fuente comercial de carruchos y almejas. Entre las especies más abundantes encontradas en la Laguna se encontraban: la muniama (Gerres cinereus), la sardina (Harangula clupeola), la blanquilla (Eucinostomus gula) y el góbido esmeralda (Gobionellus oceanicus). Según el Plan de Manejo de la Reserva Natural de la Finca Seven Seas, en la Laguna Aguas Prietas también predominaba la pesca de róbalo (Centropomus undecimalis), pargos (Lutjanus sp.) y meros (Epinephelus sp.).
Tres familias de anfibios se encuentran en el CEN: Bufonidae, Ranidae, y Leptodactylidae, la más diversa. De las siete especies observadas, cinco se clasifican como endémicas y dos como introducidas. El primer grupo incluye cuatro especies de la rana coquí (pertenecientes al género Eleutherodactylus) y la ranita de labio blanco (Leptodactylus albilabris), todos de la familia Leptodactylidae; mientras que el segundo grupo incluye el sapo de caña (también conocido como sapo marino) (Rhinella marina) (antes Bufo marinus) y la rana toro (Lithobates catesbeianus) (antes Rana catesbeiana). Todas estas especies se encuentran comúnmente en las tierras bajas de Puerto Rico.
De las ocho familias de reptiles presentes en el CEN, Gekkonidae y Polychrotidae tienen el mayor número de especies. La primera incluye dos geckos, y tres salamanquitas, la segunda familia consiste de cinco especies de lagartos. Del número total de especies de reptiles documentadas en el CEN, 11 son endémicas, cinco nativas y dos introducidas. Una especie de iguana y dos tipos de boas introducidas también han sido avistadas. Dos tortugas de agua dulce: la jicotea (Trachemys stejnegeri stejnegeri) y la tortuga oreji-roja (Trachemys scripta elegans) elegans;  y dos especies de tortugas marinas: el carey (Eretmochelys imbricata) y el tinglar (laúd) (Dermochelys coriacea), viven en esta área. El tinglar se ha convertido en la especie emblemática del Corredor. De las especies exóticas que se encuentran en la CEN la iguana verde (Iguana iguana) se destaca. Este reptil es nativa de América Central y del Sur, y se introdujo a Puerto Rico en los años setenta por las tiendas de mascotas. Actualmente son considerados una plaga.
El grupo de los vertebrados terrestres con mayor diversidad de especies documentadas son las aves. Este taxón está representado por 16 órdenes, 43 familias y 123 especies. De las 123 especies reportadas hasta la fecha, nueve son endémicas, 59 residentes, 39 migratorias y 16 introducidas. El orden Passeriformes comprende la mayor parte de las familias, mientras que la familia Scolopacidae cuenta con el mayor número de especies, incluyendo 15 especies de aves playeras. Un total de 16 elementos críticos se cuentan en este grupo que incluye el pato silbador de las Indias Occidentales (o yaguasa de pico negro) (Dendrocygna arborea), el pato cariblanco (Anas bahamensis), el chorlitejo patinegro (Charadrius alexandrinus), playerito (o playero melódico)  (Charadrius melodus), charrán rosado (Sterna dougallii), la focha caribeña (o piciplata) (Fulica caribaea), la paloma sabanera (Patagioenas inornata wetmorei) que es endémica y la paloma coroniblanca (Patagioenas leucocephala). Otras especies de aves frecuentes que se pueden observar en las playas del CEN incluyen la garza blanca (Ardea alba) y la garza azul (Ardea herodias). Una gran variedad de patos también se pueden encontrar para incluir el pato zarcel (Anas discors), el pato chorizo (Oxyura jamaicensis), además de los ya mencionados yaguasa de pico negro y el pato cariblanco. El pelícano pardo (Pelecanus occidentalis) también se encuentra en esta zona.
Los mamíferos están representados por seis especies contenidas en seis familias. Tres de estas especies son nativas: el murciélago de techos (Molossus molossus), el murciélago frutero común (Artibeus jamaicensis) y el manatí antillano (Trichechus manatus manatus). Este último es un mamífero marino en peligro de extinción que utiliza praderas marinas en busca de refugio y alimentación. Entre las especies exóticas, la presencia de la mangosta pequeña asiática (Herpestes javanicus), introducida por los españoles para controlar las plagas, se ha convertido en una amenaza para la fauna nativa y endémica. Gatos (Felis silvestris catus) y ratas (Rattus norvegicus) también se han observado en los terrenos del CEN.

#### El Tinglar
El tinglar (o tortuga laúd o baula) (Dermochelys coriacea) es la mayor de todas las tortugas marinas vivas y el cuarto reptil moderno más grande, superado solo por tres especies de cocodrilos. Fácilmente se puede diferenciar de otras tortugas marinas modernas por su falta de un caparazón óseo. En cambio, su caparazón está cubierto por piel y un cuero grasoso. Dermochelys coriacea es la única especie existente de la familia Dermochelyidae.
El CEN es un hábitat crítico para la anidación del tinglar y uno de los tres sitios de anidaje más importantes para la especie esta en los Estados Unidos y sus territorios según lo confirmado por el Servicio de Pesca y Vida Silvestre de los Estados Unidos. Los datos recopilados por el Departamento de Recursos Naturales y Ambientales de Puerto Rico en su inventario de nidos realizado desde 1993 hasta el 2007 muestra un recuento de 3,188 nidos, con un promedio de 213 nidos de tinglar por año. El año con el recuento más bajo fue en 1993, para un total de 79, y el año con el mayor número fue 2007, con 411 nidos reportados. Playa San Miguel fue el lugar con el conteo más alto, para un total de 1,181 durante el período de la encuesta, seguido por Las Paulinas con 1,159 y El Convento con 848.
El tinglar es la tortuga marina más grande del mundo, y ha estado en la lista federal de especies en peligro de extinción de los EE. UU. desde 1970.

### Terrenos

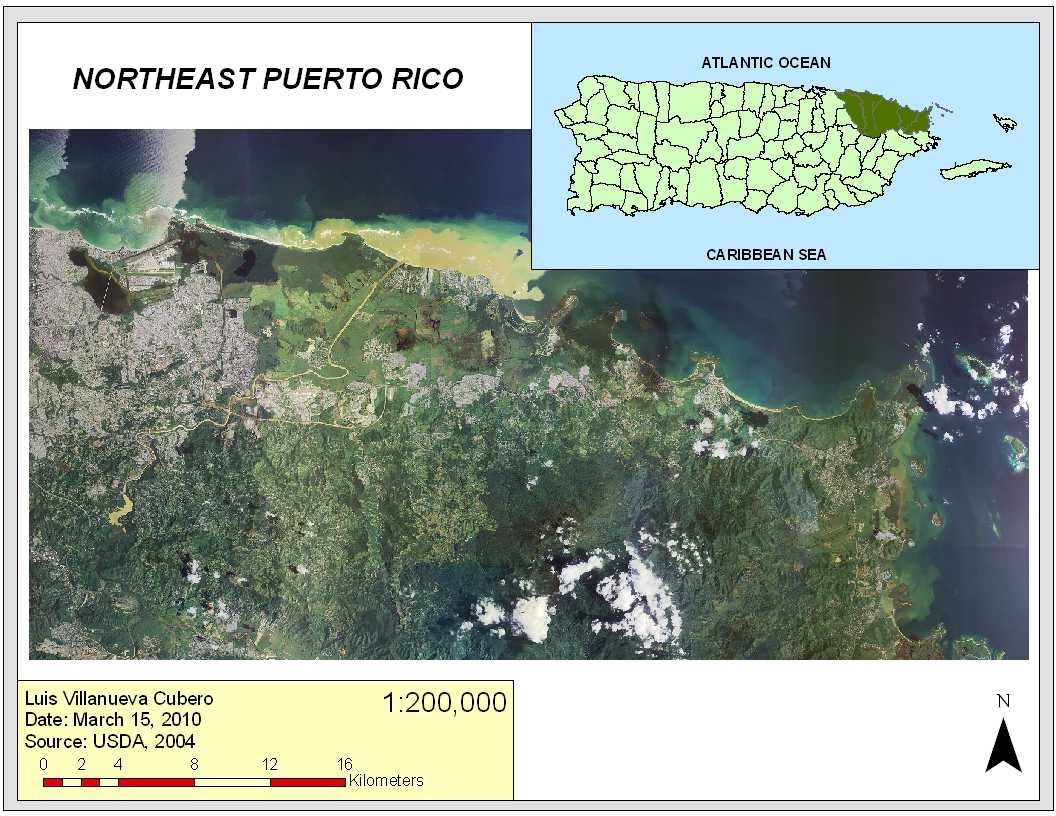
Foto aérea del noreste de Puerto Rico.

Grandes plantaciones de caña de azúcar se asentaban en algunas de las tierras que ahora se encuentran dentro del CEN. Tras el abandono de esas tierras, debido al decaimiento de la industria azucarera en Puerto Rico, se dio paso a la reforestación. No obstante, se cree que un parche de bosque precolombinos se encuentran dentro de las tierras de CEN, en un monte derca de la playa El Convento. El CEN tiene varias playas, algunas de ellas codiciadas por los amantes de la arena y el sol en busca de solaz, y surfistas, entre ellas: San Miguel, Las Paulinas, El Convento (norte), El Convento (sur), La Selva, Escondida, Colorá y Seven Seas.
El CEN se encuentra al norte de El Bosque Nacional de El Yunque y este bosque podría generar parte de la humedad necesaria para que, una vez acarreada por los vientos alisios, El Yunque siga siendo un bosque pluvial tropical. En la región de 21 kilómetros (13 millas) comprendida por El Corredor Ecológico del Noreste, Las Cabezas de San Juan y El Bosque Nacional El Yunque, se encuentran cada una de las seis zonas de vida identificadas en Puerto Rico, un fenómeno natural único. Los cambios en la precipitación, la elevación y la temperatura observada en esta zona constituye uno de los gradientes ambientales más eclécticos en todo el Caribe. Esto ha fomentado una extraordinaria biodiversidad en esta región.
Los bosques tropicales en el sustrato volcánico son zonas de transición entre los bosques húmedos y secos en los valles de la costa, que se encuentran en sustrato aluvial y arenoso, similares a los encontrados en las tierras bajas del CEN y la baja de los bosques montanos húmedos y bosques en el sustrato volcánico, como los de El Bosque Nacional de El Yunque. Ellos han sido sujetos a grandes disturbios en Puerto Rico, por lo que es difícil de encontrar rodales naturales. Las especies endémicas como el múcaro puertorriqueño (Megascops nudipes) regularmente habitan en esta asociación vegetal. Esta ave no se ha documentado en el CEN, a fin de que la restauración de este ecosistema podría proporcionar una oportunidad para reintroducir esta y otras especies de la zona, mejorando así la conectividad entre el este y montañosa región de la costa de la isla.
Hay aproximadamente diez vías de acceso y caminos de tierra de varios empleados, en su mayoría por residentes locales, para entrar en las playas o zonas forestales para recreación. No todas las vías de acceso son adecuados para vehículos de cuatro ruedas.

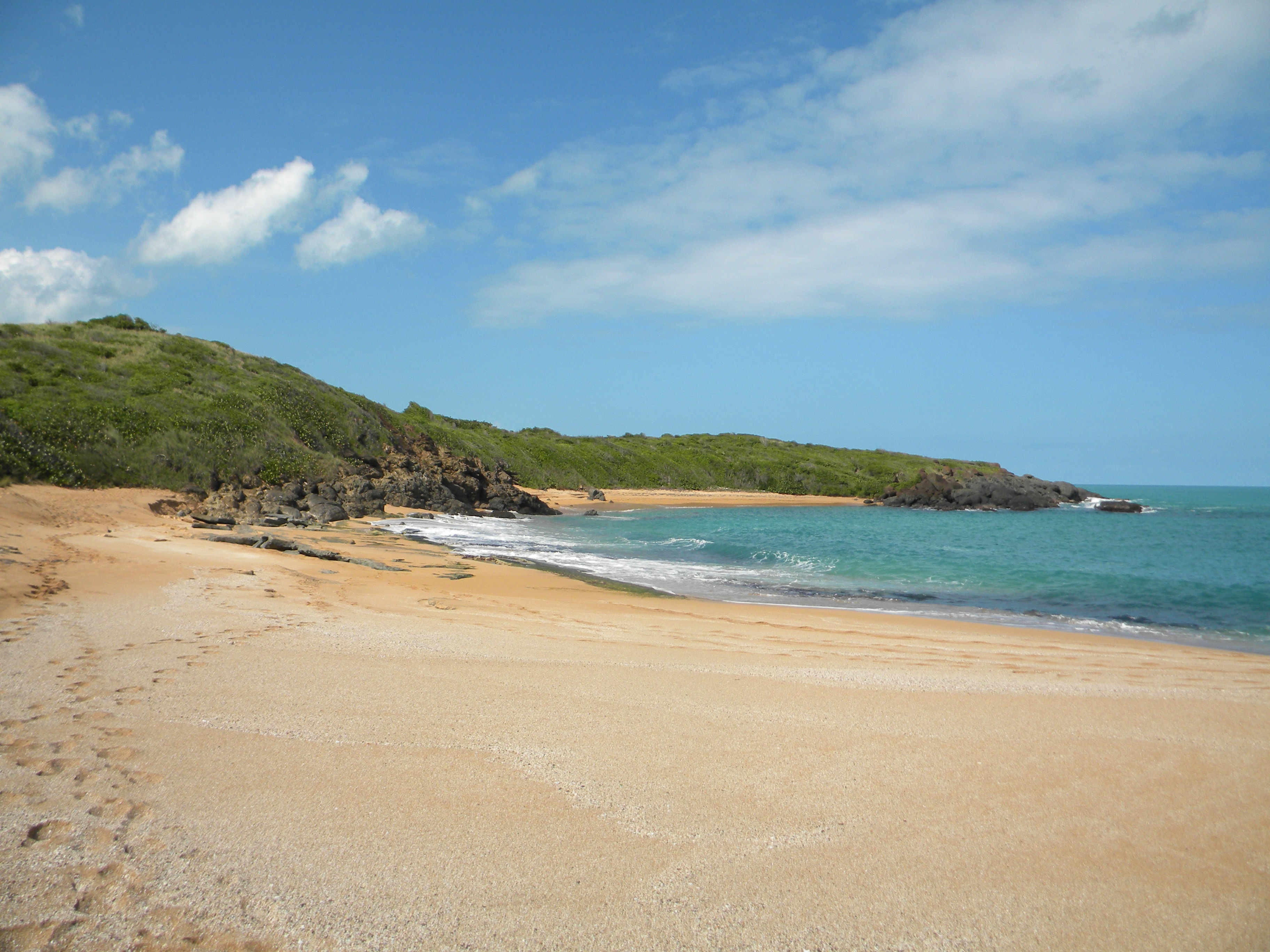
Playa Colorá, Fajardo, Puerto Rico, situado cerca del extremo oriental del Corredor Ecológico del Noreste.

### Clima
El alto nivel de precipitación hace del noreste de Puerto Rico un lugar relativamente húmedo; noviembre es cuando llueve más y el mes más seco es marzo. El verano trae temperaturas máximas en los bajos 30s°C (90s°F), que descienden hasta los 20s°C (70s°F) durante la noche. Durante todo el invierno, las temperaturas superiores alcanzan los 20s°C (80s°F), que bajan a 10 °C (60s°F) durante la noche.
Se han identificado en el CEN tres zonas geoclimáticas. Estos son el bosque subtropical seco en aluvión y otros sedimentos no consolidados, bosque subtropical húmedo en aluvión y otros sedimentos no consolidados y la bosque subtropical en roca volcánica alterada por los respiraderos hidrotermales.

## Misceláneo

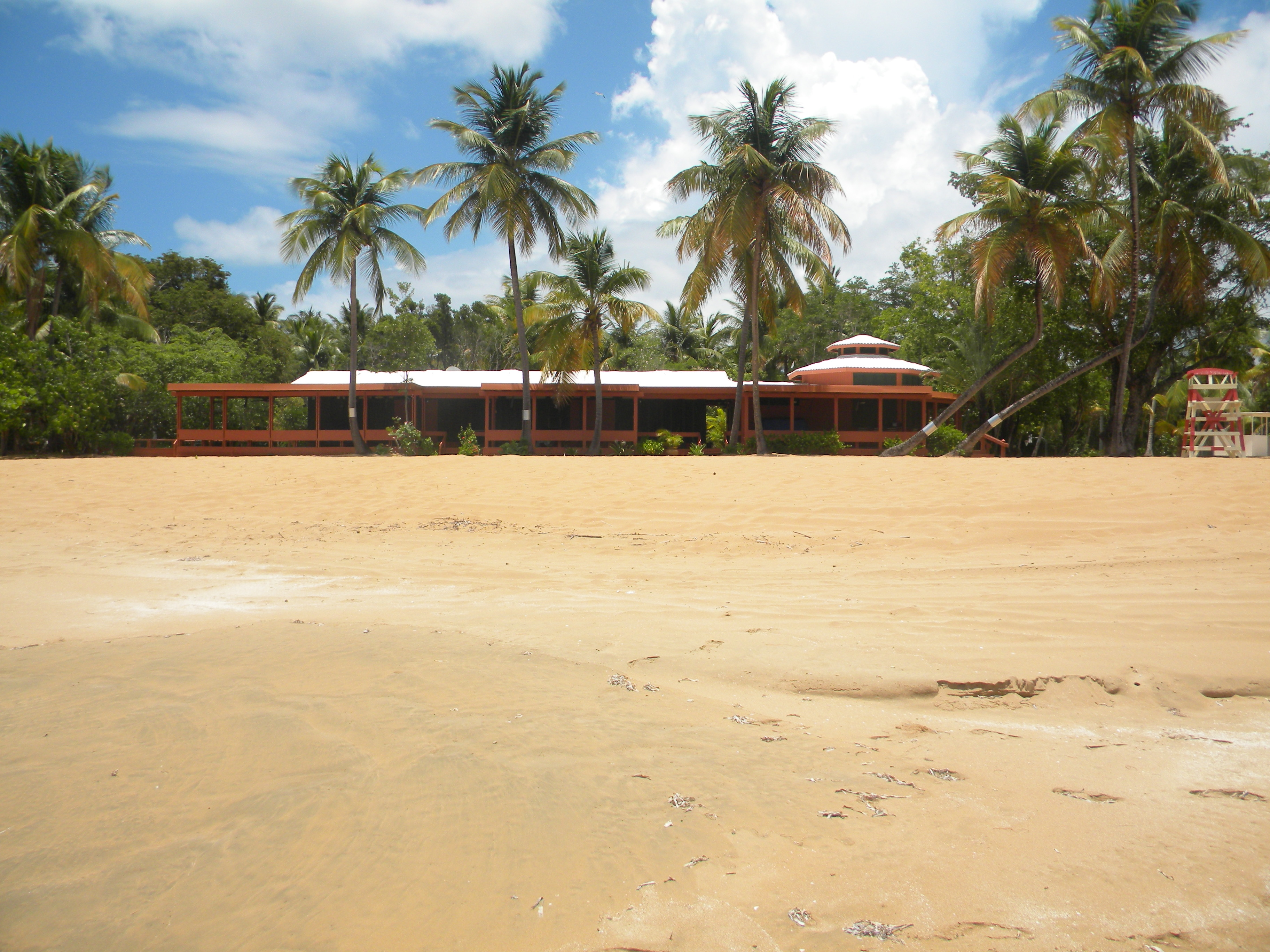
Casa de playa oficial del Gobernador de Puerto Rico, ubicado en la playa El Convento, en el municipio de Fajardo.

Una especie de quitón recopilada originalmente en 1985 en la Reserva Natural Las Cabezas de San Juan, cerca del CEN, fue confirmado como una nueva especie en el 2010, con el nombre de (Lepidochitona Rufoi) en honor del Biólogo Marino Rufo M. Vega-Pagán.
Varias escenas de películas de Hollywood fueron filmadas en el CEN incluyendo: Che, The Rum Diary, así como la versión de Syfy Channel de La Isla del Tesoro de 2012 y Teen Beach Movie rodado en el 2013.
En la playa El Convento, a lo largo de kilómetros de costa sin desarrollar que se extiende entre Fajardo y Luquillo se encuentra la casa oficial de playa del Gobernador de Puerto Rico, una cabaña rústica de madera.

## También ver
- Portal:Puerto Rico. Contenido relacionado con Puerto Rico.
- Bosque Nacional El Yunque
- Ecorregión